# Kongakut River
Der Kongakut River ist ein etwa 185 km langer Zufluss der Beaufortsee im Bereich der North Slope im Nordosten des US-Bundesstaats Alaska.

## Verlauf
Der Kongakut River entspringt in den Davidson Mountains, ein Gebirgszug der Brookskette, auf einer Höhe von etwa 1450 m. Das Quellgebiet befindet sich 6 km östlich vom Oberlauf des Sheenjek River. Der Kongakut River fließt anfangs in Richtung Ostnordost, ab Flusskilometer 160 nach Osten. Ab Flusskilometer 120 fließt der Kongakut River nach Nordosten und durchschneidet in der Folge zahlreiche Höhenkämme. Er trennt dabei die Romanzof Mountains im Westen von den British Mountains im Osten. Bei Flusskilometer 50 erreicht er das Küstentiefland und wendet sich in Richtung Westnordwest. Ab ungefähr Flusskilometer 35 bildet der Fluss eine Schwemmebene aus, die sich fächerförmig zum Meer hin verbreitert. Mehrere meist kleine Mündungsarme zweigen vom Hauptarm ab. Der Kongakut River wendet sich in Richtung Nordnordost und mündet schließlich in die Siku-Lagune, eine schmale Lagune an der Küste der Beaufortsee. Die Flussmündung befindet sich 30 km westnordwestlich der Staatsgrenze zu Kanada sowie 83 km ostsüdöstlich von Kaktovik.

## Einzugsgebiet
Das etwa 3870 km² große Einzugsgebiet des Kongakut River befindet sich im Arctic National Wildlife Refuge. Im Osten reicht es bis etwa 2 km an die kanadische Grenze heran, im Süden bis zu den Davidson Mountains. Das Einzugsgebiet grenzt im Nordosten an das Einzugsgebiet des Turner River, im Osten an die Einzugsgebiete von Clarence River, Malcolm River und Firth River, im Süden und im Südwesten an die Einzugsgebiete von Coleen River und Sheenjek River, beides Nebenflüsse des Porcupine River, sowie im Nordwesten an die Einzugsgebiete von Aichilik River und Egaksrak River.

## Namensgebung
Der Flussname kommt aus der Sprache der Eskimo und bedeutet im Englischen deer pond (auf Deutsch: „Wild-Teich“). Frühere Bezeichnungen wie Kangikat River, Kongagak River oder Turner River für den gesamten Flusslauf oder für einzelne Flussabschnitte sind spätestens seit dem Jahr 2000 ungültig.